# Тобіас Смоллетт
Тобіас Джордж Смоллетт (19 березня 1721 — 17 вересня 1771) — шотландський поет та прозаїк. Був відомий, у першу чергу, завдяки своїм крутійським романам, таким як «Пригоди Родеріка Рендома» (1748) та «Пригоди Перегріна Пікля» (1751), що вплинули на пізніших романістів, таких як Чарльз Діккенс.

## Життя

### Дитинство й юність
Смоллет народився в Далькхерні, тепер частині Рентона, в сучасному Західному Данбартонширі, Шотландії. Він був четвертим сином Арчибальда Смоллетта з Бонгілла, судді та власника землі, який загинув близько 1726 року, та Барбари Каннінгем, яка померла приблизно в 1766 році. Він здобув освіту в Університеті Глазго, де отримав кваліфікацію хірурга; деякі біографії стверджували, що потім він перейшов до Единбурзького університету, але залишив його без отримання ступеня. Його кар'єра в медицині зайняла друге місце в його літературних амбіціях; протягом 1739 року він поїхав до Лондона, щоб спробувати себе в якості драматурга. Після невдалих спроб він отримав посаду морського хірурга на HMS Chichester і поїхав до Ямайки, де оселився на кілька років. Протягом 1742 року він працював хірургом під час катастрофічної кампанії з захоплення Картахени. Після повернення заснував практику на Даунінг-стрит і одружився з багатою ямайською спадкоємицею, Енн «Ненсі» Ласселес (1721—1791), в 1747 році. Вона була дочкою Вільяма Ласселеса. У них була одна дитина, дочка Елізабет, яка померла у віці 15 років близько 1762-го. У нього був брат капітан Джеймс Смоллет та сестра Джейн Смоллет, яка одружилася з Олександром Телферері з Симінгтона, Ейршир.

### Перші твори

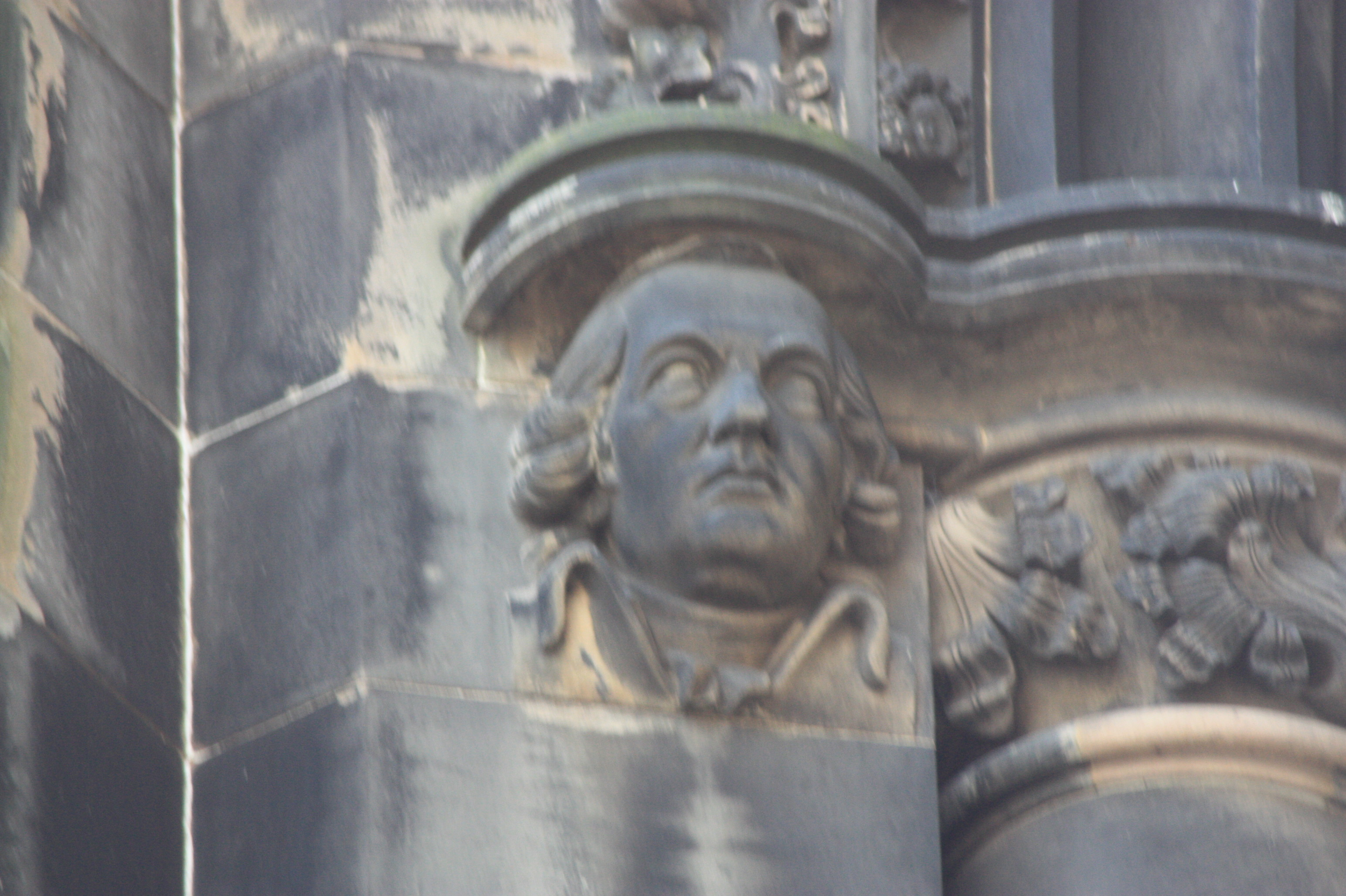
Тобіас Смоллетт, як зображено на пам'ятнику Скотта.

Його перша друкована робота була поема про битву під Каллоденом під назвою «Сльози Шотландії», але зробили йому ім'я «Пригоди Родеріка Рендома», його поезія описувалася як «ніжна, солодка і дзюркотлива як струмок». «Пригоди Родеріка Рендома» були створені за зразком «Жиля Бласа» Лесажа, і  опубліковані протягом 1748 року. Після цього Смоллетт нарешті опублікував свою трагедію, The Regicide, хоча її ніколи не виконували. У 1750 році Смоллетт отримав ступінь доктора медицини в Абердіні, а також поїхав до Франції, де отримав матеріал для свого другого роману «Пригоди зеленого чагарника» — ще один успіх. Проживши короткий час у Баті, він повернувся в Лондон і опублікував пригоди Фердинанда графа Фатхама в 1753 році. Тепер його визнали великим автором, чиї романи були опубліковані відомим лондонським книгорозповсюджувачем Ендрю Мілларом. Смоллет став асоціюватися з такими, як Девід Гаррік, Лоуренс Стерн, Олівер Голдсміт та Самюель Джонсон, яких він знаменито назвав "великим літературним чамом. Протягом 1755 року він опублікував англійський переклад роману «Дон Кіхот» Мігеля де Сервантеса, який він переглянув в 1761 році. У 1756 році він став редактором журналу The Critical Review.
Тоді Смоллетт почав те, що він вважав своєю основною працею — «Повну історію Англії», над якою працював з 1757 по 1765 рік. За цей період він відбув коротке тюремне ув'язнення за наклеп і видав інший роман «Життя та пригоди» сер Ланселота Гривес (1760). Постраждав до втрати доньки, він поїхав за кордон з дружиною, і в результаті з'явилася публікація «Подорожі через Францію та Італію» (1766). Він також опублікував «Історію та пригоди атома» (1769), який висловив свою думку про британську політику під час Семирічної війни під прикриттям казки з давньої Японії.

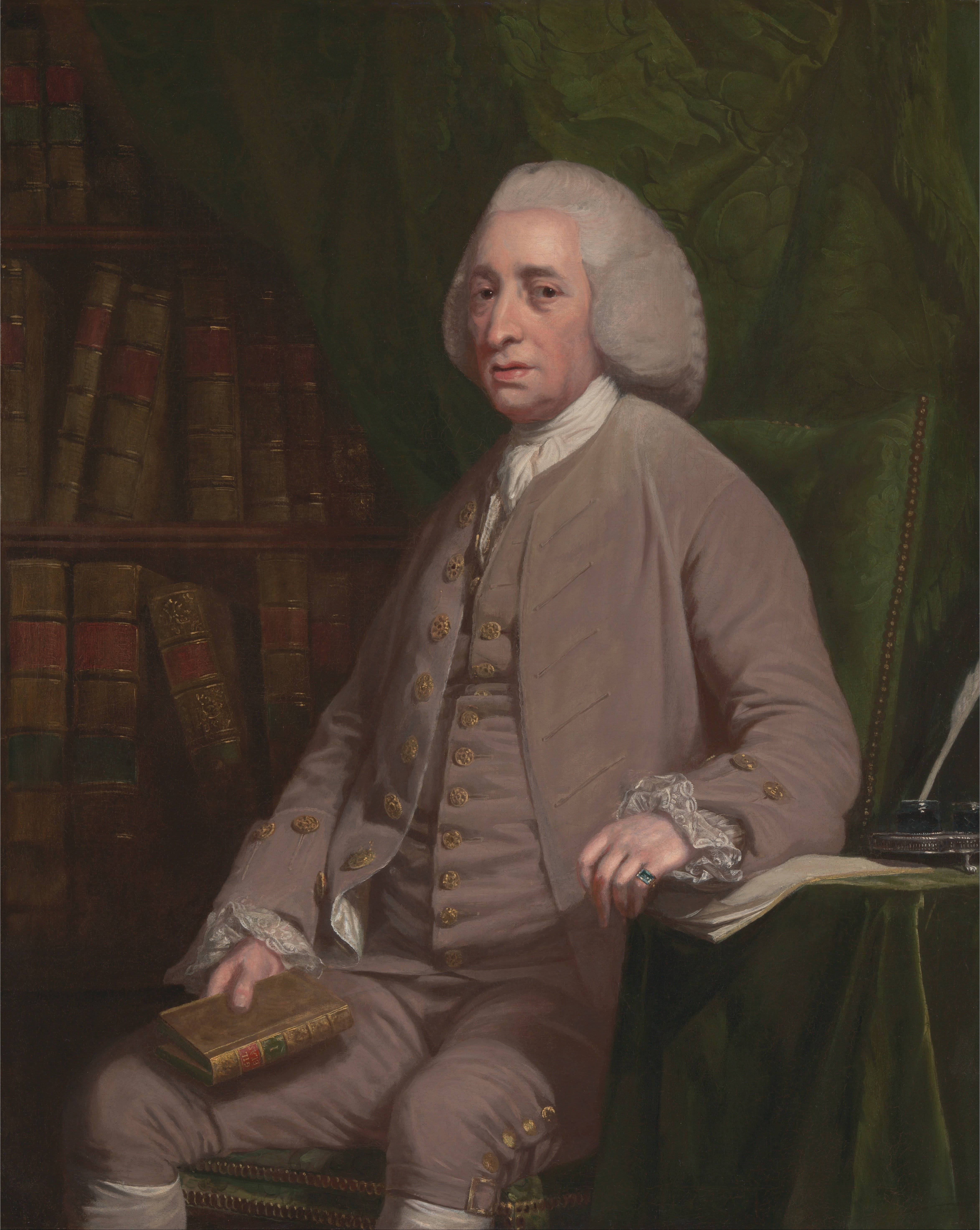
Портрет Тобіаса Смоллетта, Натаніел Данс-Голланд, 1764.

Він також відвідав Шотландію, і цей візит допоміг надихнутися до створення його останнього роману «Експедиція Гемфрі Клінкера» (1771), опублікованого в рік його смерті. Він деякий час хворів на кишковий розлад, шукав лікування в Баті а згодом пішов у відставку в Італію, де його поховали на старому англійському кладовищі в Ліворно, Італія.

## Пам'ятники
Є пам'ятник його пам'яті поруч з початковою школою Рентон, Данбартоншир, Шотландія, на якій знаходиться латинський напис, складений д-ром Джонсоном. Площа навколо пам'ятника була покращена протягом 2002 року, з пояснювальною дошкою. Після його смерті в Італії в 1771 році його двоюрідна сестра Джейн Смоллетт мала пам'ятник, побудований в Ренстоні в 1774 році. Він складається з високої тосканської колонки, над якою увірвано урну. На плінтусі латинський напис, написаний професором Джорджем Стюартом з Единбурга, Джоном Рамзаєм з Охтертейра та доктором Самюелем Джонсоном. Це категорія A перерахована будівля.
Існує також табличка до його тимчасової резиденції в Единбурзі, недалеко від Королівської Милі під керівництвом вулиці Святого Джона. Це свідчить, що він жив тут у будинку своєї сестри місіс Тельфер на літо 1766 року. Друга дошка (датування будівлі в 1758 році, що робить її відносно новим у той час), стверджує, що він «час від часу залишався», маючи на увазі більш ніж один візит, який може бути справжньою, якщо це був будинок його сестри.
Смоллет — один із шістнадцяти шотландських письменників та поетів, зображених на нижній частині пам'ятника Скотту на Князівській вулиці в Единбурзі. Він з'являється на лівому боці східного обличчя.
У Ніцці є вулиця, названа на честь нього Франція Альпи Маритими.